# Baron Trevor
Baron Trevor ist ein erblicher britischer Adelstitel, der dreimal geschaffen wurde, je einmal in der Peerage of Ireland, der Peerage of Great Britain und der Peerage of the United Kingdom.

## Verleihungen
Erstmals wurde der Titel Baron Trevor, of Rostrevor in the County of Down, am 28. August 1662 in der Peerage of Ireland für Marcus Trevor geschaffen, zusammen mit der Baronie wurde ihm der übergeordnete Titel Viscount Dungannon verliehen. Beide Titel erloschen beim Tod des 3. Viscounts 1706.
In zweiter Verleihung wurde der Titel Baron Trevor, of Bromham, am 1. Januar 1712 in der Peerage of Great Britain für den Juristen und Politiker Sir Thomas Trevor neu geschaffen. Dessen jüngerer Sohn und schließlicher Erbe als 4. Baron wurde 1776 zum Viscount Hampden erhoben und die Baronie fortan als nachgeordneter Titel geführt. Beide Titel erloschen 1824 beim Tod des 3. Viscounts.
In dritter Verleihung wurde der Titel Baron Trevor, of Brynkinalt in the County of Denbigh, am 5. Mai 1880 in der Peerage of the United Kingdom für den Unterhausabgeordneten Arthur Edwin Hill-Trevor neu geschaffen. Er war der dritte Sohn des 3. Marquess of Downshire. Heutiger Titelinhaber ist sein Urenkel als 5. Baron. Familiensitz der Barone dritter Verleihung ist Brynkinallt bei Chirk in Denbighshire.

## Liste der Barone Trevor

### Barone Trevor, erste Verleihung (1662)
- Marcus Trevor, 1. Viscount Dungannon, 1. Baron Trevor (1618–1670)
- Lewis Trevor, 2. Viscount Dungannon, 2. Baron Trevor († 1693)
- Marcus Trevor, 3. Viscount Dungannon, 3. Baron Trevor (1669–1706)

### Barone Trevor, zweite Verleihung (1712)
- Thomas Trevor, 1. Baron Trevor (1658–1730)
- Thomas Trevor, 2. Baron Trevor (um 1692–1753)
- John Trevor, 3. Baron Trevor (1695–1764)
- Robert Hampden-Trevor, 1. Viscount Hampden, 4. Baron Trevor (1706–1783)
- Thomas Hampden-Trevor, 2. Viscount Hampden, 5. Baron Trevor (1746–1824)
- John Hampden-Trevor, 3. Viscount Hampden, 6. Baron Trevor (1749–1824)

### Barone Trevor, dritte Verleihung (1880)
- Edwin Hill-Trevor, 1. Baron Trevor (1819–1894)
- Arthur Hill-Trevor, 2. Baron Trevor (1852–1923)
- Charles Hill-Trevor, 3. Baron Trevor (1863–1950)
- Charles Hill-Trevor, 4. Baron Trevor (1928–1997)
- Marke Hill-Trevor, 5. Baron Trevor (* 1970)

Mutmaßlicher Titelerbe (Heir Presumptive) ist der Bruder des aktuellen Titelinhabers Iain Hill-Trevor (* 1971).